# Gustav Holmberg
Gustav Holmberg (8. oktober 1911 i Simested, Himmerland – 13. august 1999) var en dansk gårdejer, pelsdyravler og politiker.

## Landmand
Han var søn af gårdejer, sognefoged Anton Vilhelm Holmberg og hustru Petrine født Thomsen (død 1955), blev uddannet ved praktisk landbrug og på landbrugsskole og overtog fødegården 1940.
Holmberg blev gift 24. november samme år med Anna Margrethe Jensen (1. oktober 1910 i Borbjerg - ?), datter af gårdejer Bertel Jensen (død 1937) og hustru Laura født Gasseholm (død 1940). 

## Politisk karriere
Holmberg var Venstrepolitiker, formand for Venstres Ungdom i Viborg Amt 1942-45, medlem af landsstyrelsen for VU's landsorganisation 1942-45 og medlem af Simested Sogneråd 1954-62. Han blev valgt til Folketinget i Løvelkredsen i 1947, hvor han sad indtil 1979.
Han blev valgt til bestyrelsen for Venstres folketingsgruppe i 1973 og sad i Valutaudvalget, Toldudvalget 1954-68 og Landsnævnet for omnibus- og fragtmandskørsel, af Folketingets Retsudvalg, Kirkeudvalg, Erhvervsudvalg, Markedsudvalg og Trafikudvalg. Han var formand for Trafikudvalget fra 1974, medlem af Folketingets udvalg vedr. de offentlige investeringer 1965, medlem af Færdselssikkerhedskommissionen fra 1966, Trafikkommissionen fra 1967 og Jernbanerådet fra 1969, medlem af Nordisk Råd fra 1972 og af Vejtransportrådet fra 1973.

## Andre tillidshverv
Derudover var Holmberg medlem af Sydslesvigsk Udvalg i Viborg Amt 1946-49, af menighedsrådet og kirkeværge i Simested Sogn 1945-49 samt af skolekommissionen 1955-57, formand for tilsynsrådet for Ålestrup og Omegns Sparekasse 1962-71, for lokalrådet for Ålestrup Sparekasse - Bikuben fra 1971, formand for statsungdomshjemmet Bogildgård fra 1964, medlem af bestyrelsen for Midtjysk Pelsdyravlerforening 1966-71, af hovedbestyrelsen for Dansk Pelsdyravlerforening og Danske Pelsauktioner 1966-68.
Han var medlem af bestyrelsen for A/S Det Store Nordiske Telegraf-Selskab fra 1970, af Sparekassen Bikubens tilsynsråd fra 1971, af SAS' repræsentantskab fra 1974 og af bestyrelsen for Jydsk Telefon A/S fra 1974. 
I 1980 blev Holmberg ramt af en øjensygdom, som han kom sig over efter en vellykket operation. Han blev optaget af øjensagen og var fra 1982 til 1998 formand for Landsforeningen Værn om Synet, som gjorde ham til æresmedlem. Han var fra 1986 til 1998 tillige redaktør af landsforeningens blad Værn om Synet.
Holmberg var ikke dekoreret og må altså have afslået at modtage Dannebrogordenen.